# Nieftianik Leninogorsk
Nieftianik Leninogorsk (ros. Нефтяник Лениногорск) – rosyjski klub hokejowy z siedzibą w Leninogorsku.
Drużyna klubu występowała w rozgrywkach Pierwaja Liga i Wysszaja Liga.